# Liudas Noreika
Liudas Noreika (ur. 17 sierpnia 1884 w Pasruojė, zm. 30 maja 1928 w Kownie) – litewski prawnik i pedagog, działacz społeczny i polityk.
Po ukończeniu szkoły ludowej w Ulsiadach uczył się w progimnazjum w Połądze oraz Żmudzkim Seminarium Duchownym w Kownie. W 1908 podjął naukę na Akademii Duchownej w Petersburgu. W latach 1909–1917 studiował na Wydziale Prawa Uniwersytetu Petersburskiego. Podczas pobytu w Rosji wraz z innymi działaczami założył Litewską Partię Postępu Narodowego (1916). Rok później znalazł się wśród członków Litewskiej Rady Ludowej w Rosji, był sekretarzem jej prezydium. Zasiadał we władzach Litewskiego Towarzystwa Pomocy Ofiarom Wojny w Piotrogrodzie i Woroneżu.
W 1918 powrócił na Litwę i wszedł w skład Taryby. W rządach Pranasa Dovydaitisa, Mykolasa Sleževičiusa i Ernestasa Galvanauskasa sprawował urząd ministra sprawiedliwości (1919–1920). Był jednym z działaczy Litewskiego Związku Narodowców. Od 1926 do 1927 sprawował funkcję przewodniczącego jego władz centralnych.
Pracował jako adwokat oraz udzielał się społecznie. Współpracował z czasopismami: "Viltis", "Vairas", "Lietuvos balsas" i "Lietuvos Aidas" (w dwóch ostatnich przypadkach jako redaktor).
W 1919 stał na czele grupy, która miała za zadanie opracować litewską konstytucję. W 1922 należał do inicjatorów powstania Katolickiej Akademii Nauk (Katalikų mokslų akademija), był jej pierwszym skarbnikiem.